# Malvinas Argentinas (município)
Malvinas Argentinas é um partido (município) da província de Buenos Aires, na Argentina. Possuía, de acordo com estimativa de 2019, 356.643 habitantes.